# 楡 (樅型駆逐艦)
|                  | |
| 艦歴             | |
| 計画             | 1917年度 |
| 起工             | 1919年9月5日 |
| 進水             | 1919年12月12日 |
| 就役             | 1920年3月31日 |
| 除籍             | 1940年2月1日 |
| その後           | 1940年10月15日雑役船編入、練習船指定、航海学校附属 1919年12月15日「第一泊浦」に改名 1945年横須賀突撃隊の母艦に使用 1948年8月15日解体終了                  |
| 性能諸元（計画） | |
| 排水量           | 基準：公表値 770トン 常備：850.00トン |
| 全長             | 全長：290 ft 0 in (88.39 m) 水線長：280 ft 0 in (85.34 m) 垂線間長：275 ft 0 in (83.82 m)                                                                 |
| 全幅             | 26 ft 0 in (7.92 m)または7.93m |
| 吃水             | 8 ft 0 in (2.44 m) |
| 深さ             | 16 ft 3 in (4.95 m) |
| 推進             | 2軸 x 400rpm 直径 8 ft 6 in (2.59 m)、ピッチ3.378m または直径2.565m、ピッチ3.353m                                                                         |
| 機関             | 主機：三菱パーソンズ式(高圧インパルス・低圧リアクション式一段減速)オールギアードタービン(高低圧) 2基 出力：21,500shp ボイラー：ロ号艦本式缶(重油専焼) 3基 |
| 速力             | 36ノット |
| 燃料             | 重油250トン |
| 航続距離         | 3,000カイリ / 14ノット |
| 乗員             | 計画乗員 107名 竣工時定員 110名 |
| 兵装             | 45口径三年式12cm砲 単装3門 三年式機砲 2挺 53cm連装発射管 2基4門 魚雷8本                                                                                   |
| 搭載艇           | 内火艇1隻、18ftカッター2隻、20ft通船1隻 |
| 備考             | ※トンは英トン |

楡（にれ）は、大日本帝国海軍の駆逐艦で、樅型駆逐艦の3番艦である。同名艦に橘型駆逐艦の「楡」があるため、こちらは「楡 (初代)」や「楡I」などと表記される。

## 艦歴
1919年（大正8年）9月5日、呉海軍工廠で起工。同年12月22日午前10時進水。1920年（大正9年）3月31日竣工。
1932年（昭和7年）、第一次上海事変において揚子江水域の作戦に参加した。
1940年（昭和15年）2月1日除籍。同年10月15日、雑役船に編入され海軍航海学校付属の練習船となる。1944年（昭和19年）12月15日、楡 (橘型駆逐艦)との区別のため、第一泊浦（だいいちとまりうら）に改称。1945年（昭和20年）、横須賀突撃隊の母艦に使用。1948年（昭和23年）8月15日に解体が終了した。

## 艦長
※『日本海軍史』第9巻・第10巻の「将官履歴」及び『官報』に基づく。
艤装員長
- 彭城昌国 少佐：1919年12月24日[9] - 1920年2月6日[10]。
- （兼）彭城昌国 少佐：1920年2月6日[10] -

駆逐艦長
- 彭城昌国 少佐：1920年2月6日[10] - 1921年12月1日[11]
- 岩村清一 少佐：1921年12月1日 - 1922年5月1日
- 渋谷荘司 少佐：1922年5月1日[12] - 6月16日[13]
- 山本弘毅 少佐：1922年6月16日 - 1922年12月1日
- 木幡行 少佐：1922年12月1日 - 1923年5月1日
- 志賀忠一 少佐：1923年5月1日[14] - 1924年5月1日[15]
- 佐野哲 少佐：1924年5月1日[15] - 1925年4月15日[16]
- 佐藤慶蔵 少佐：1925年9月5日[17] - 1926年12月1日[18]
- 山本正夫 少佐：1926年12月1日[18] - 1928年12月10日[19]
- 高次貫一 少佐：1928年12月10日 - 1930年12月1日
- 荘司喜一郎 少佐：1930年12月1日 - 1931年12月1日
- 藤田友造 少佐：1931年12月1日[20] - 1933年5月25日[21]
- 井上良雄 大尉：1933年5月25日 - 1934年8月10日
- 岡部三四二 大尉：1934年8月10日[22] - 1935年6月15日[23]
- 田中正雄 少佐：1935年6月15日[23] - 1935年10月15日[24]
- 有馬時吉 大尉：1935年10月15日[24] - 1936年12月1日[25]
- 人見豊治 少佐：1936年12月1日[25] - 1937年12月1日[26]
- 高須賀修 少佐：1937年12月1日[26] - 1939年9月26日[27]
- （兼）江原晃 少佐：1939年9月26日[27] - 1939年11月1日[28]